# Dibo
DiBO NV, znana pod marką DiBO Cleaning Systems – globalnie działająca belgijska firma z siedzibą w Arendonk, specjalizująca się w produkcji urządzeń i systemów czyszczących, a zwłaszcza myjek wysokociśnieniowych. Firma DiBO jest obecna w 31 krajach świata, w tym w Polsce.

## Historia
W 1970 roku Chris van den Borne, rozpoczął swą działalność zakładając w mieście Valkenswaard (Holandia) firmę DiBO, zajmującą się sprzedażą myjek ciśnieniowych. W roku 1978 van den Borne rozpoczął własną produkcję własnych myjek ciśnieniowych na zimną wodę pod marką DiBO w Arendonk (prowincja Antwerpia, Belgia). Wtedy przedsiębiorstwo zatrudniało pięć pracowników i posiadało pomieszczenia o łącznej powierzchni 250 m². Dwa lata później DiBO rozpoczęło odpracowywać i patentować własne myjki wysokociśnieniowe. W niedługim czasie obszar produkcji został powiększony do 2500 m², a liczba pracowników wzrosła do piętnastu.
W latach 1989–2004 DiBO utworzyło określone spółki zależne, takie jak centra sprzedaży i serwisu w Holandii oraz Belgii:
- DiBO Benelux BV w Waardenburg (NL) – sprzedaż detaliczna: myjki ciśnieniowe zimno- i gorąco- wodne do użytku prywatnego, do czyszczenia przemysłowego, odkurzacze, zamiatarki i akcesoria do sprzętu czyszczącego.
- DiBO Zwijndrecht BV w Zwijndrecht (NL) – produkcja i przemysł spożywczy: przemysłowe urządzenia czyszczące.
- DiBO Nieuw-Vennep BV w Nieuw-Vennep (NL) – przemysł sprzątający: sprzęt do czyszczenia kontraktowego, myjki ciśnieniowe do czyszczenia przemysłowego, mycie okien i ścian.
- DiBO Car- & Truckwash BV w Waalwijk (NL) – myjnie samochodowe: myjnie bezdotykowe, instalacje do czyszczenia autobusów, pociągów, tramwajów, czyszczenie zbiorników i myjnie kół.
- DiBO Antwerpen NV w Wommelgem (B) – detaliczne sektory produkcyjne: myjki zimno- i gorąco- wodne do użytku prywatnego i czyszczenia przemysłowego. Także odkurzacze, zamiatarki, akcesoria do sprzętu czyszczącego oraz myjki ciśnieniowe do czyszczenia przemysłowego w wersji mobilnych przyczep.
- DiBO Deinze NV w Deinze (B) – produkcja i przemysł spożywczy: przemysłowe urządzenia czyszczące.
- DiBO Car- & Truckwash NV w Borgerhout (B) – myjnie samochodowe: instalacje do czyszczenia autobusów, pociągów, tramwajów, czyszczenie zbiorników i kół.

W 2010 roku wychodzi naprzeciw trendowi ekologii, promując się hasłem „CLEAN GREEN” i wprowadzając na rynek myjkę wysokociśnieniową na przyczepie z autonomicznym zasilaniem próżniowym. Od tego czasu wszystkie maszyny DiBO są tworzone w charakterystycznym, zielonym kolorze. Marka staje się coraz bardziej znana, a w 2013 roku następuje rozbudowa fabryki DiBO w Arendonk. Nowa hala produkcyjna o powierzchni 1000 m² zostaje zbudowana w celu zwiększenia mocy produkcyjnych. Istniejące 6000 m² powierzchni produkcyjnej zostaje powiększone o co najmniej 1000 m² a infrastruktura zmodernizowana. Pojawia się suwnica do budowy przyczep wysokociśnieniowych. Dodano również dwie nowe przestrzenie testowe, jedną do testowania elektrycznych myjek wysokociśnieniowych i drugą do maszyn czyszczących napędzanych silnikami paliwowymi.